# Parallelsynthese
Die Parallelsynthese ist eine Methode zur gleichzeitigen und automatisierten Synthese und Aufreinigung einer größeren Anzahl an strukturell ähnlichen Verbindungen für die pharmazeutisch-chemische Forschung. Dadurch können in einem kurzen Zeitraum ein Vielfaches mehr an Testsubstanzen synthetisiert werden als in der herkömmlichen Synthese.
Die Parallelsynthese hat vor allem Bedeutung bei Untersuchungen zur Struktur-Wirkungs-Beziehung (QSAR). Auf diese Weise wird die Optimierung von neuen Wirkstoffen verkürzt. In der Parallelsynthese werden jedoch keine individuellen Reaktionen  verfolgt. Es lassen sich auch viele Reaktionsschritte der Einzelsynthese nur nach Optimierung der Reaktionsbedingungen auf die Parallelsynthese anwenden. Die Trefferquote an Zielmolekülen ist durch die Parallelsynthese gegenüber der klassischen Einzelsynthese geringer.
Die Parallelsynthese kann sowohl in Lösung als auch als Festphasenreaktion durchgeführt werden.